# Metropolitanato de Tyroloi y Serention
El metropolitanato de Tyroloi y Serention (en griego: Ιερά Μητρόπολη Τυρολόης καί Σερεντίου) es una diócesis de la Iglesia ortodoxa perteneciente al patriarcado de Constantinopla. Su sede estuvo en Tyroloi (la antigua Zorolo y actual Çorlu) en Turquía. Su titular lleva el título metropolitano de Tyroloi y Serention, el más honorable ('hypertimos') y exarca de Tracia (en griego: Ο Τυρολόης και Σερεντίου, υπέρτιμος και έξαρχος Θράκης). 

## Territorio
El metropolitanato de Tyroloi y Serention se encuentra en las provincias de Tekirdağ y Estambul. Limita al norte con el metropolitanato de Bizia y Medea y con el mar Negro; al este con los metropolitanatos de Derkos y Selimbria; y al sur y al oeste con el metropolitanato de Heraclea.

## Historia
La diócesis de Zorolo es bastante tardía, ya que aparece en las Notitiae Episcopatuum del patriarcado solo desde el siglo IX, como sufragánea de Heraclea. A partir de la Notitia atribuida al emperador León VI y datable a principios del siglo X, la diócesis aparece regularmente hasta el siglo XIV. De la antigua diócesis de Zorolo solo se conocen tres obispos: Sisinio, quien asistió al Concilio de Nicea II en 787; Basilio, que participó en los concilios de Constantinopla de 869-870 y 879-880 que se ocuparon de la cuestión del patriarca Focio de Constantinopla; y Nicéforo, conocido gracias al descubrimiento de su sello episcopal que data de la segunda mitad del siglo XI. Antes de 1328, la sede de Zorolo fue elevada al rango de arquidiócesis autocéfala dependiente directamente del patriarcado y unos años más tarde (antes de 1347) se convirtió en una sede metropolitana.
Sergenza es una antigua ciudad que el Anuario Pontificio y Asdracha (La thrace orientale et la mer Noire) identifican con la actual Istranca, pero que Kiminas (The ecumenical patriarchate) identifica con Binkılıç. La diócesis de Sergenza también es bastante tardía, ya que aparece por primera vez en la Notitia Episcopatuum atribuida al emperador León VI y datable a principios del siglo X; más tarde se documenta en noticia patriarcal hasta el siglo XIV. Era una diócesis sufragánea de Heraclea. De este período, solo se conoce a un obispo, Juan, que participó en el Concilio de Constantinopla en 879-880, donde el patriarca Focio de Constantinopla fue rehabilitado. En la época del patriarca Nicolás III (1084-1111), según un documento del siglo XII, la diócesis de Atira recibió a la de Sergenza, una expresión que indicaría una probable unión momentánea de las dos diócesis. No hay noticias de esta diócesis hasta la segunda mitad del siglo XVI cuando, con el nombre de Serention se menciona junto con la diócesis de Tyroloi. 
En 1359 la ciudad de Zorolo fue ocupada por los turcos otomanos y comenzó un período de crisis que determinó la degradación de la sede a una diócesis simple, sufragánea de Heraclea. Más tarde, Zorolo, conocida con el nombre de Tyroloi, se unió a la diócesis de Serention. La sede conjunta se documenta por primera vez en la segunda mitad del siglo XVI con el obispo Teonas.
El 9 de diciembre de 1840 la diócesis de Tyroloi y Serention fue elevada al rango de sede metropolitana, pero fue abolida en junio de 1848 y su territorio incorporado a Heraclea, y restaurada el 8 de febrero de 1907.
Çorlu fue ocupada por fuerzas búlgaras en diciembre de 1912, y fue recuperada por los otomanos en la segunda guerra de los Balcanes, en julio de 1913. De 1920 a 1922 fue ocupada por los griegos. Hacia el final de la guerra greco-turca, en octubre de 1922, los ortodoxos griegos que habitaban la región fueron evacuados a Grecia, antes de la ocupación definitiva del ejército turco. Tras los acuerdos del Tratado de Lausana de 1923, que obligó al intercambio de poblaciones entre Grecia y Turquía, ninguna población ortodoxa permaneció dentro de los límites del metropolitanato de Tyroloi y Serention.

## Cronología de los obispos

### Obispos de Zorolo
- Sisinio † (mencionado en 787)
- Basilio † (antes de 869-después de 879)
- Nicéforo † (segunda mitad del siglo XI)

### Obispos de Sergenza
- Juan † (mencionado en 879)
- Anónimo † (circa 1084/1111)

### Metropolitanos de Tyroloi y Serention
- Neófito II † (1781-1808 falleció?)
- Serafín † (1808-?)
- Dionisio † (1821-julio de 1830 trasladado al metropolitanato de Heraclea)
- Gregorio † (agosto de 1830-enero de 1835 falleció?)
- Nicodemo † (enero de 1835-1840? depuesto)
- Melecio † (9 de diciembre de 1840-junio de 1848 trasladado al metropolitanato de Pogoniani)
- Nicéforo † (8 de febrero de 1907-15 de febrero de 1911 trasladado al metropolitanato de Mesembria)
- Crisóstomo † (15 de febrero de 1911-8 de octubre de 1958 falleció)
- Sede vacante (1958-1977)
- Pantaleón † (15 de noviembre de 1977-7 de agosto de 2019 falleció)
- Sede vacante (desde 2019)